# 佐洛州
佐洛州（匈牙利語：Zala vármegye，發音：[ˈzɒlɒ]）是匈牙利西部的一個州，西鄰奧地利。面積3,784平方公里，人口277,290（2015年）。首府佐洛埃格塞格。

## 行政区划

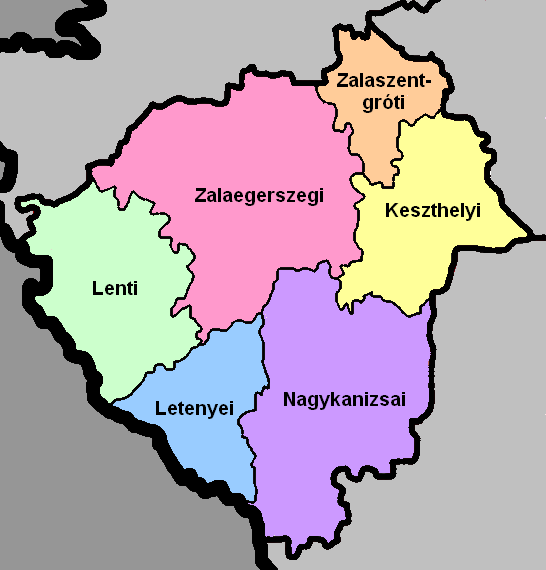
佐洛州的区份

### 区份
- 凱斯特海伊區
- 伦蒂区
- 萊泰涅區
- 瑙吉考尼饒區
- 佐洛埃格塞格區
- 佐洛聖格羅特區

### 市镇
下設两个州级市、8个城镇、两个大村和246个村庄。
1. ↑  nepesseg.com, population data of Hungarian settlements